# Kurt Schulze (Statistiker)
Fritz Kurt Schulze (* 2. März 1896 in Köthen (Anhalt); † nach 1966) war ein deutscher Statistiker und Hochschullehrer.

## Leben und Werk
Nach dem Schulabschluss studierte er und promovierte zum Dr. phil. und Dr. rer. pol.  1952 wurde er an der Martin-Luther-Universität Halle-Wittenberg mit der Wahrnehmung einer Professur mit Lehrauftrag für Statistik beauftragt. Anlässlich des 10. Jahrestages der Wirtschaftswissenschaftlichen Fakultät wurde er am 28. Juni 1961 vom Staatssekretariat für das Hoch- und Fachschulwesen zum Titular-Professor ernannt. Im gleichen Jahr erfolgte seine Emeritierung.
Er war Mitglied der Deutschen Statistischen Gesellschaft.
Neben mehreren Ortsverzeichnissen von Sachsen-Anhalt publizierte er in den Jahren 1949 bis 1951 auch Aufsätze in der Fachzeitschrift Statstische Praxis.

## Schriften (Auswahl)
- Gemeindeverzeichnis Sachsen-Anhalt. Halle/S. 1948.
- Behördenverzeichnis Sachsen-Anhalt. Halle/S. 1949.
- Neues Gemeindeverzeichnis Sachsen-Anhalt. Halle/S. 1952.
- Alphabetisches Verzeichnis der Gemeinden und Wohnplätze des Landes Sachsen-Anhalt. Halle/S. 1952.